# Каземиро
Ка́рлос Энри́ке Казими́ро (порт.-браз. Carlos Henrique Casimiro; род. 23 февраля 1992 года, Сан-Жозе-дус-Кампус), более известен как Каземи́ро (порт.-браз. Casemiro) — бразильский футболист, опорный полузащитник английского клуба «Манчестер Юнайтед» и капитан сборной Бразилии. Пятикратный победитель Лиги чемпионов УЕФА, чемпион мира и Южной Америки в составе молодёжной сборной Бразилии, участник четырёх розыгрышей Кубка Америки и чемпионатов мира 2018 и 2022 годов в составе национальной сборной.

## Клубная карьера
Является воспитанником академии «Сан-Паулу». В систему этой команды попал в 11 лет, перешагнул через несколько уровней развития и уже в 15 являлся капитаном молодёжного состава «Сан-Паулу», с которым стал чемпионом клубного чемпионата мира 2008 года. 25 июля 2010 года дебютировал в основном составе «Сан-Паулу» в матче против «Сантоса» (0:1). Свой первый гол забил 15 августа в домашнем противостоянии с «Крузейро» (2:2). В дебютном сезоне сыграл в 18 матчах и забил 2 гола. Впоследствии являлся ключевым игроком центра поля, с одинаковым успехом исполняя роль разрушителя и созидателя. Во многом универсализм хавбека помог ему закрепиться в старте «Сан-Паулу» и уже в 21 год проводить за него по 40 матчей за сезон. Он также привлек внимание тренерского штаба сборной Бразилии и сыграл в основном составе.
В 2012 году «Сан-Паулу» выиграл турнир Южноамериканский кубок, а Каземиро сыграл в 18 матчах и забил 2 гола в четвертьфинальном поединке против клуба «Универсидад де Чили» (5:0). Летом за игроком начали следить «Ювентус» и «Рома». Агент Каземиро заявил, что римский клуб готов заплатить 5 миллионов евро. Однако официальных предложений по трансферу Каземиро не поступало, хавбек доиграл год в «Сан-Паулу», после чего в феврале 2013 перебрался на правах аренды в мадридскую «Кастилью».

### «Реал Мадрид»

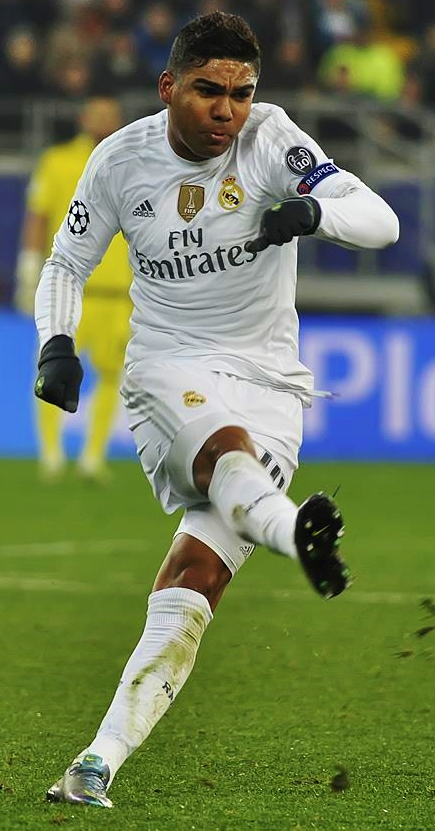
2015 год

По словам Каземиро, в переговорах о его трансфере участвовал наставник первой команды Жозе Моуринью, что и убедило его перебраться в Мадрид. Дебют бразильца во втором дивизионе Испании состоялся 16 февраля в противостоянии с «Сабаделем» (1:3). 20 апреля Каземиро был включен в заявку «Реала» на домашний матч против «Бетиса», вышел с первых минут вместо травмированного Луки Модрича и помог команде одержать победу со счетом 3:1. Вскоре после открытия летнего трансферного окна «Реал» выкупил права на Каземиро за 6 миллионов евро, подписав с ним соглашение на четыре года.
На старте сезона 2013/14 новый наставник «сливочных» Карло Анчелотти выпускал Каземиро на замены. Он также проводил полные матчи на ранних стадиях Кубка Короля. Однако самого бразильца не устраивало такое положение в мадридском клубе, поэтому он хотел уйти в аренду. Зимой его связывали с «Севильей», «Миланом» и «Интером», однако «Реал» сохранил его для ротации. По итогам сезона стал победителем Лиги чемпионов и бронзовым призёром чемпионата Испании.
29 августа 2015 года Каземиро провёл свой первый матч после возвращения в «Реал». Это был поединок против «Бетиса» (5:0), в котором бразилец отметился голевой передачей на Роналду. В связи с травмой Луки Модрича Каземиро стал ключевым игроком «Реала», проведя в основе все октябрьские и ноябрьские матчи. Однако после увольнения Бенитеса и прихода в команду Зинедина Зидана бразилец присел на скамейку запасных. Некоторое время Каземиро даже тренировался с молодёжным составом, но к марту вновь вернулся в основу «сливочных». Он оказался в стартовом составе выездного Эль-Класико против «Барселоны» и помог «Реалу» взять реванш за разгромное поражение в первом круге. В мае Каземиро отыграл 120 минут финального матча Лиги чемпионов против «Атлетико», завершившегося победой «сливочных» в серии пенальти.

### Аренда в «Порту»
Летом 2014 на Каземиро претендовали «Арсенал», «Милан», «Севилья», «Бенфика» и «Порту». Также сообщалось, что бразилец может быть включен в сделку по переходу Хамеса Родригеса из «Монако». Однако борьбу за игрока выиграл «Порту», арендовавший Каземиро на один сезон. В португальском клубе Каземиро не пришлось долго доказывать свой уровень, с первых матчей он стал важным игроком стартового состава и сыграл в 40 матчах во всех турнирах. Вместе с «Порту» дошел до стадии 1/4 финала Лиги чемпионов, отметившись потрясающим голом со штрафного в матче 1/8 финала против «Базеля». Ещё в декабре президент «Реала» Флорентино Перес заявил, что летом Каземиро и Денис Черышев вернутся в мадридский «Реал». «Порту», конечно, пытался выкупить игрока, однако «сливочные» отклонили предложение в 15 миллионов евро и продлили его контракт до 2021 года.

### «Манчестер Юнайтед»
19 августа 2022 года английский клуб «Манчестер Юнайтед» объявил о соглашении по трансферу Каземиро. Сумма трансфера составила 60 млн евро (51 млн фунтов), ещё 10 млн евро предусмотрены в виде бонусов. 22 августа 2022 года трансфер был завершён, игрок подписал с клубом контракт до 2026 года с опцией продления ещё на год.
20 сентября 2023 года сделал дубль в ворота «Баварии» в гостевом матче Лиги чемпионов, но «Манчестер Юнайтед» уступил 3:4.

## Карьера в сборной

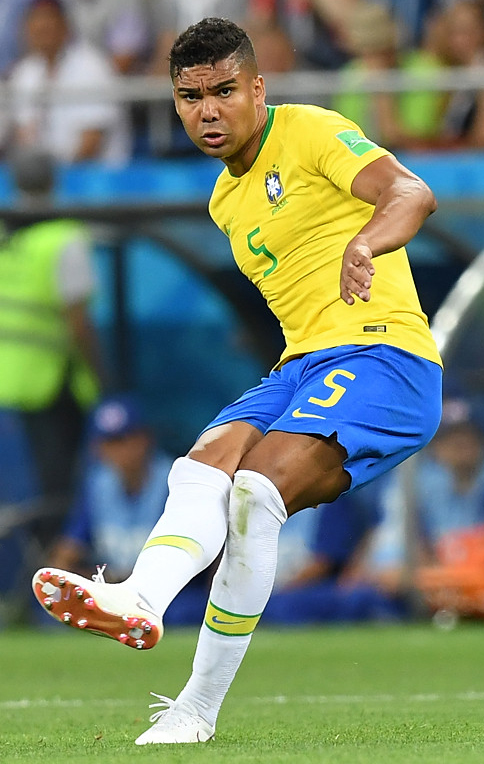
Каземиро в составе сборной Бразилии

Вызывался в сборные Бразилии до 17 и до 20 лет. В 2011 году вместе с Неймаром, Виллианом и Маркиньосом стал чемпионом Южной Америки среди молодёжи. На этом турнире забил три мяча (в том числе победный в полуфинальном поединке против Эквадора) и отдал две голевые передачи. Тем же летом Каземиро поехал со сборной на чемпионат мира до 20 лет, где провел все семь матчей сборной, которая в финале одолела португальцев со счетом 3:2. 14 сентября 2011 года провел первый матч в основной команде против аргентинцев (0:0). В 2015 году поехал на свой первый Кубок Америки, но на поле не выходил. В 2016 году уже являлся основным опорником «пентакампионов», сыграл в двух матчах юбилейного Кубка Америки, получил две жёлтые карточки и в последнем поединке группового этапа не сыграл, а его команда уступила перуанцам и вылетела из турнира.
Летом 2019 года Каземиро был приглашён в сборную для участия в Кубке Америки, который проходил в Бразилии. В третьем матче в группе против команды Перу, отличился голом на 11-й минуте, а сами хозяева одержали победу с крупным счётом 5:0.

## Статистика выступлений

### Клубная статистика
По состоянию на 26 декабря 2024 года
| Выступление          | Выступление      | Выступление      | Лига | Лига | Кубок страны | Кубок страны | Континент | Континент | Остальные | Остальные | Итого | Итого |
| Клуб                 | Лига             | Сезон            | Игры | Голы | Игры         | Голы         | Игры      | Голы      | Игры      | Голы      | Игры  | Голы  |
| -------------------- | ---------------- | ---------------- | ---- | ---- | ------------ | ------------ | --------- | --------- | --------- | --------- | ----- | ----- |
| Сан-Паулу            | Серия А          | 2010             | 18   | 2    | 0            | 0            | 0         | 0         | 0         | 0         | 18    | 2     |
| Сан-Паулу            | Серия А          | 2011             | 21   | 4    | 5            | 1            | 2         | 0         | 12        | 1         | 40    | 6     |
| Сан-Паулу            | Серия А          | 2012             | 22   | 0    | 9            | 1            | 1         | 0         | 18        | 2         | 50    | 3     |
| Сан-Паулу            | Серия А          | 2013             | 0    | 0    | 0            | 0            | 2         | 0         | 1         | 0         | 3     | 0     |
| Сан-Паулу            | Итого            | Итого            | 61   | 6    | 14           | 2            | 5         | 0         | 31        | 3         | 111   | 11    |
| Реал Мадрид Кастилья | Сегунда B        | → 2012/13        | 15   | 1    | —            | —            | —         | —         | —         | —         | 15    | 1     |
| Реал Мадрид Кастилья | Итого            | Итого            | 15   | 1    | 0            | 0            | 0         | 0         | 0         | 0         | 15    | 1     |
| Реал Мадрид          | Примера          | → 2012/13        | 1    | 0    | 0            | 0            | 0         | 0         | —         | —         | 1     | 0     |
| Реал Мадрид          | Примера          | 2013/14          | 12   | 0    | 7            | 0            | 6         | 0         | —         | —         | 25    | 0     |
| Реал Мадрид          | Примера          | 2015/16          | 23   | 1    | 1            | 0            | 11        | 0         | —         | —         | 35    | 1     |
| Реал Мадрид          | Примера          | 2016/17          | 25   | 4    | 5            | 0            | 9         | 2         | 3         | 0         | 42    | 6     |
| Реал Мадрид          | Примера          | 2017/18          | 30   | 5    | 1            | 0            | 12        | 1         | 5         | 1         | 48    | 7     |
| Реал Мадрид          | Примера          | 2018/19          | 29   | 3    | 5            | 0            | 6         | 1         | 3         | 0         | 43    | 4     |
| Реал Мадрид          | Примера          | 2019/20          | 35   | 4    | 1            | 0            | 8         | 1         | 2         | 0         | 46    | 5     |
| Реал Мадрид          | Примера          | 2020/21          | 34   | 6    | 1            | 0            | 10        | 1         | 1         | 0         | 46    | 7     |
| Реал Мадрид          | Примера          | 2021/22          | 32   | 1    | 3            | 0            | 11        | 0         | 2         | 0         | 48    | 1     |
| Реал Мадрид          | Примера          | 2022/23          | 1    | 0    | 0            | 0            | 0         | 0         | 1         | 0         | 2     | 0     |
| Реал Мадрид          | Итого            | Итого            | 222  | 24   | 24           | 0            | 73        | 6         | 17        | 1         | 336   | 31    |
| Порту                | Примейра         | → 2014/15        | 28   | 3    | 1            | 0            | 10        | 1         | 2         | 0         | 41    | 4     |
| Порту                | Итого            | Итого            | 28   | 3    | 1            | 0            | 10        | 1         | 2         | 0         | 41    | 4     |
| Манчестер Юнайтед    | Премьер-лига     | 2022/23          | 28   | 4    | 5            | 2            | 12        | 0         | 6         | 1         | 51    | 7     |
| Манчестер Юнайтед    | Премьер-лига     | 2023/24          | 25   | 1    | 3            | 1            | 2         | 2         | 2         | 1         | 32    | 5     |
| Манчестер Юнайтед    | Премьер-лига     | 2024/25          | 13   | 1    | 0            | 0            | 5         | 0         | 3         | 2         | 21    | 3     |
| Манчестер Юнайтед    | Итого            | Итого            | 66   | 6    | 8            | 3            | 19        | 2         | 11        | 4         | 104   | 15    |
| Всего за карьеру     | Всего за карьеру | Всего за карьеру | 392  | 40   | 47           | 5            | 107       | 9         | 61        | 8         | 607   | 62    |

### Статистика за сборную
| Команда  | Год   | Игры | Голы |
| -------- | ----- | ---- | ---- |
| Бразилия | 2011  | 1    | 0    |
| Бразилия | 2012  | 4    | 0    |
| Бразилия | 2014  | 2    | 0    |
| Бразилия | 2015  | 2    | 0    |
| Бразилия | 2016  | 4    | 0    |
| Бразилия | 2017  | 7    | 0    |
| Бразилия | 2018  | 12   | 0    |
| Бразилия | 2019  | 14   | 3    |
| Бразилия | 2020  | 2    | 0    |
| Бразилия | 2021  | 11   | 1    |
| Бразилия | 2022  | 8    | 2    |
| Итого    | Итого | 67   | 6    |

### Голы за сборную
| # | Дата            | Место проведения                                              | Матч | Соперник  | Счёт | Итог | Турнир                    |
| - | --------------- | ------------------------------------------------------------- | ---- | --------- | ---- | ---- | ------------------------- |
| 1 | 22 июня 2019    | Арена Коринтианс, Сан-Паулу, Бразилия                         | 39   | Перу      | 1:0  | 5:0  | Кубок Америки 2019        |
| 2 | 6 сентября 2019 | Хард Рок Стэдиум, Майами-Гарденс, США                         | 42   | Колумбия  | 1:0  | 2:2  | Товарищеский матч         |
| 3 | 13 октября 2019 | Национальный стадион, Каланг, Сингапур                        | 45   | Нигерия   | 1:1  | 1:1  | Товарищеский матч         |
| 4 | 23 июня 2021    | Олимпийский стадион Нилтона Сантоса, Рио-де-Жанейро, Бразилия | 52   | Колумбия  | 2:1  | 2:1  | Кубок Америки 2021        |
| 5 | 27 января 2022  | Родриго Пас Дельгадо, Кито, Эквадор                           | 60   | Эквадор   | 1:0  | 1:1  | Отборочный турнир ЧМ 2022 |
| 6 | 28 ноября 2022  | Стадион 974, Доха, Катар                                      | 67   | Швейцария | 1:0  | 1:0  | Чемпионат мира 2022       |

## Достижения

### Командные достижения
«Сан-Паулу»
- Обладатель Южноамериканского кубка: 2012

«Реал Мадрид»
- Чемпион Испании (3): 2016/17, 2019/20, 2021/22
- Обладатель Кубка Испании: 2013/14
- Обладатель Суперкубка Испании: (3): 2017, 2019/20, 2021/22
- Победитель Лиги чемпионов УЕФА (5): 2013/14, 2015/16, 2016/17, 2017/18, 2021/22
- Обладатель Суперкубка УЕФА (3): 2016, 2017, 2022
- Победитель Клубного чемпионата мира (3): 2016, 2017, 2018

«Манчестер Юнайтед»
- Обладатель Кубка Английской футбольной лиги: 2022/23
- Обладатель Кубка Англии: 2024

Сборная Бразилии (до 17 лет)
- Чемпион Южной Америки (до 17 лет): 2009

Сборная Бразилии (до 20 лет)
- Чемпион Южной Америки среди молодёжных команд: 2011
- Чемпион мира среди молодёжных команд: 2011

Сборная Бразилии
- Обладатель Кубка Америки: 2019

### Личные достижения
- Член символической сборной сезона Лиги чемпионов УЕФА (2): 2016/17, 2017/18
- Член «команды сезона» в Ла Лиге по версии УЕФА: 2019/20
- Член символической «сборной турнира» на Кубке Америки по версии КОНМЕБОЛ: 2021
- Член символической сборной мира по версии FIFPRO: 2022
- Обладатель Приза Алана Хардекера: 2023[25]
- Член символической сборной сезона Лиги Европы УЕФА: 2024/25[26]